# Eugène Joors

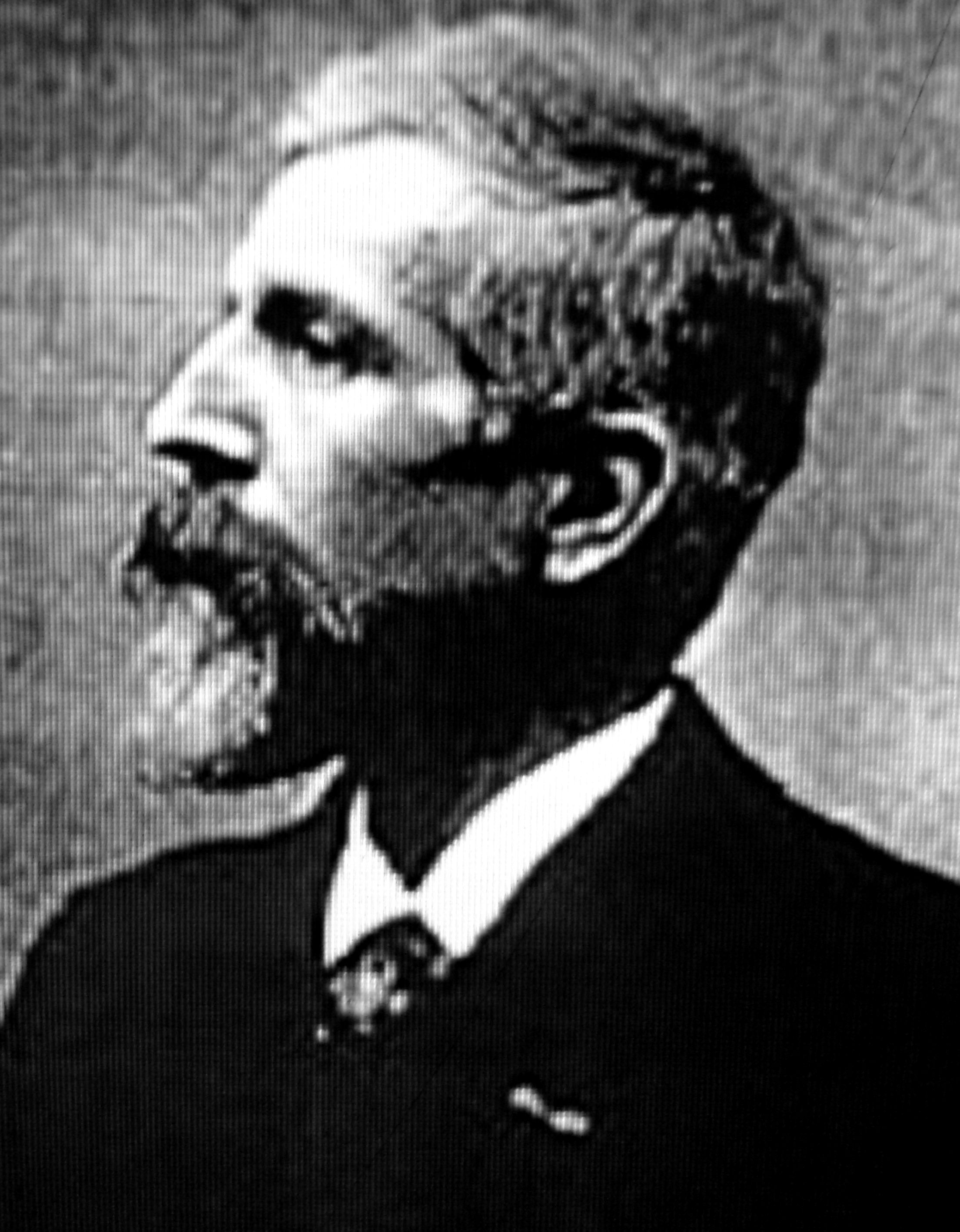
Eugène Joors.

Eugène Joors (Borgerhout, 20 februari 1850 – Berchem, 23 oktober 1910), ook wel bekend als Eugeen Joors , was een Belgisch kunstschilder. Hij schilderde overwegend in een realistische stijl.

## Leven en werk
Eugène Joors studeerde van 1865 tot 1870 aan de Koninklijke Academie voor Schone Kunsten van Antwerpen, onder Polydore Beaufaux, Nicaise de Keyser en Jozef Van Lerius. Later, in 1886, werd hij er zelf kunstdocent in het schilderen van stillevens, waarbij hij samenwerkte met zijn vriend Frans Mortelmans. Als kunstschilder maakte hij ook zelf naam met zorgvuldig gearrangeerde pronkstillevens en meer natuurlijke bloemstillevens, zoals die toentertijd erg gewild waren. Hij maakte echter ook veel dierenschilderijen, portretten, landschappen en genrewerken. Joors werkte in een academisch-realistische stijl en werd vooral geprezen om zijn zorgvuldige stofuitdrukking en rijke coloriet.
Hij exposeerde vanaf 1879 meermaals bij de Antwerpse kunstacademie en elders in België, maar stelde ook regelmatig werk tentoon in het buitenland. Tijdens een vooraanstaande expositie in München, in 1889, kreeg hij een gouden medaille en verkocht hij zijn schilderij Amazone aan prins Luitpold van Beieren.
Samen met Karel Verlat  (eveneens een professor aan de academie van Antwerpen) schilderde hij een beroemd panorama van de Slag bij Waterloo.
Joors werd onderscheiden met de Leopoldsorde en was lid van de artistieke groeperingen Als ik Kan en De Scalden. Hij woonde de laatste tien jaren van zijn leven in de residentiële wijk Zurenborg in Berchem, in een door Jules Hofman ontworpen woning, genaamd De Tulp (Cogels-Osylei 52). Hij overleed in 1910 op 60-jarige leeftijd en werd ter aarde besteld op de begraafplaats van Berchem.
In Borgerhout werd bij wijze van eerbetoon de Eugeen Joorsstraat naar hem genoemd.

## Galerij

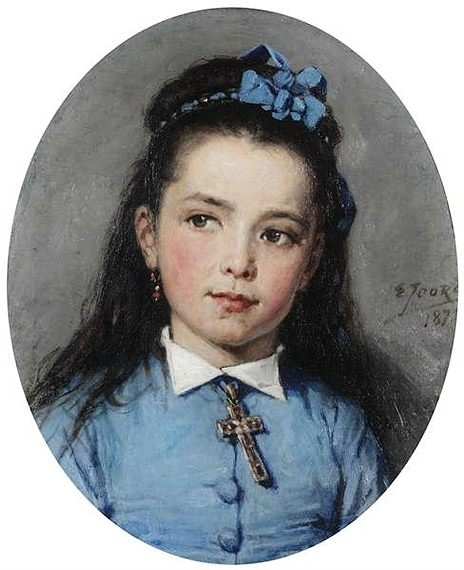
Jong meisje
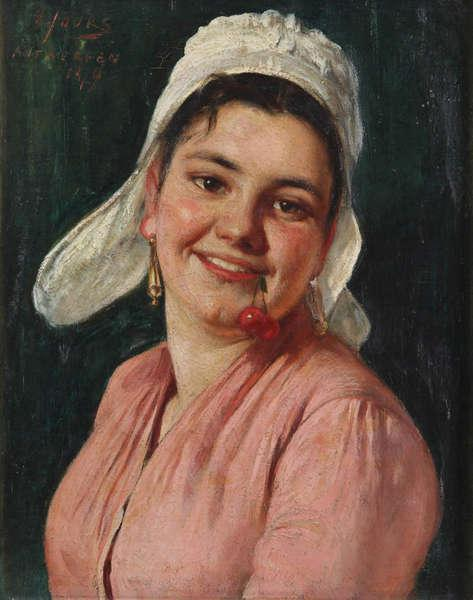
Zeeuws meisje met kersen
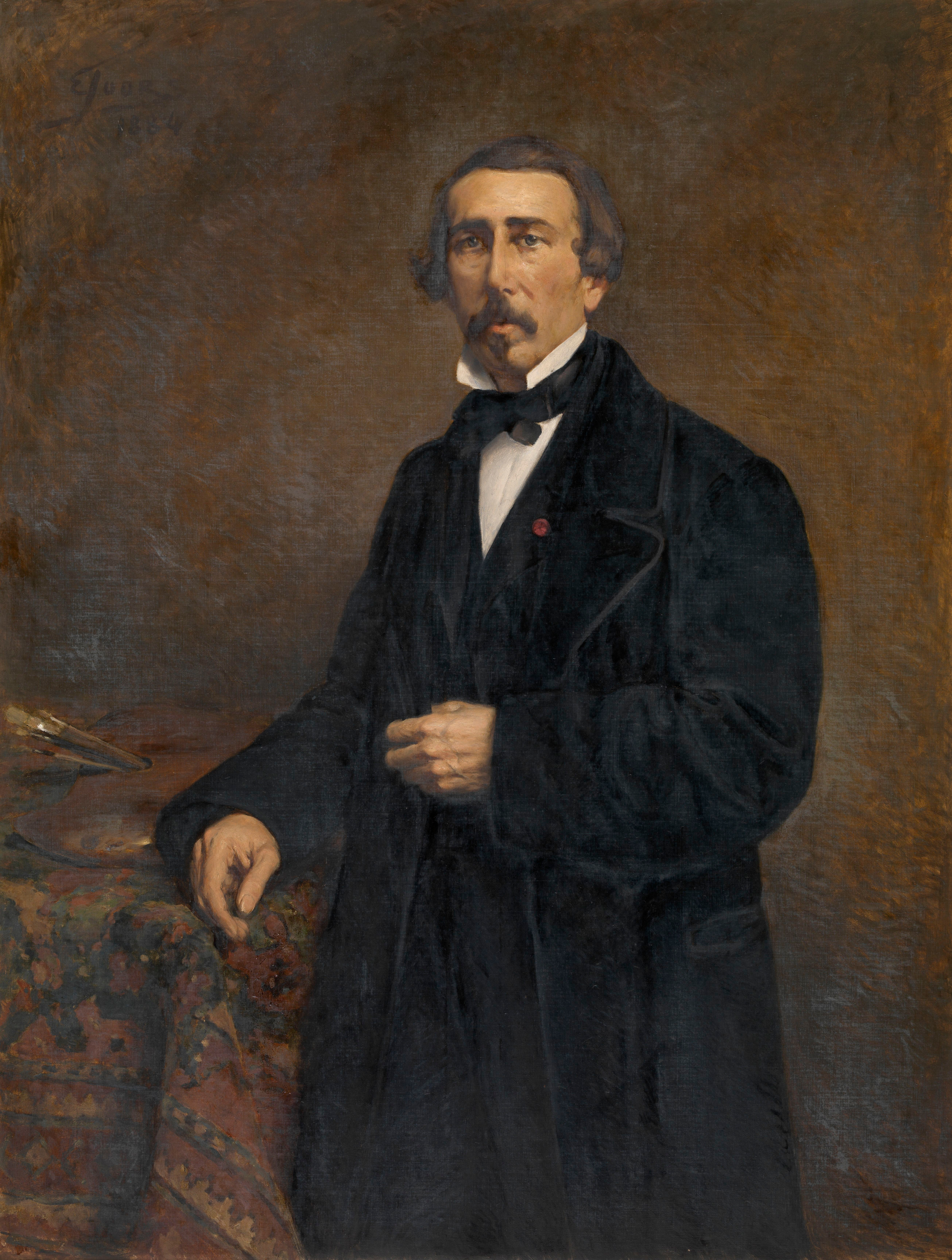
Jacob Jacobs
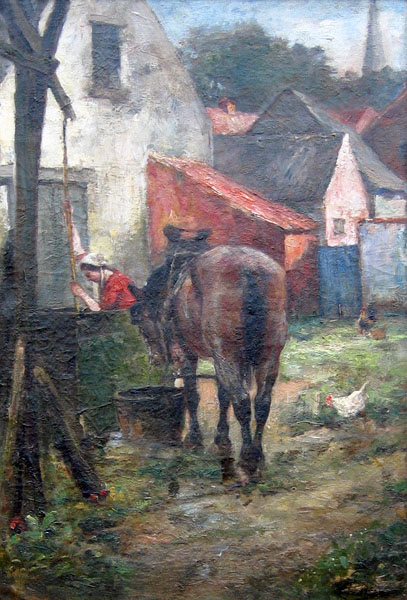
Paard bij de Put
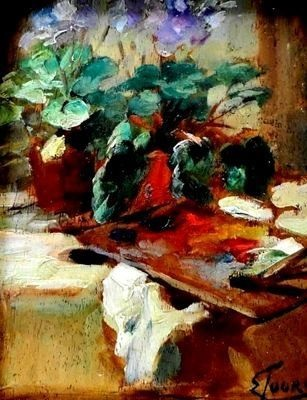
Stilleven met palet
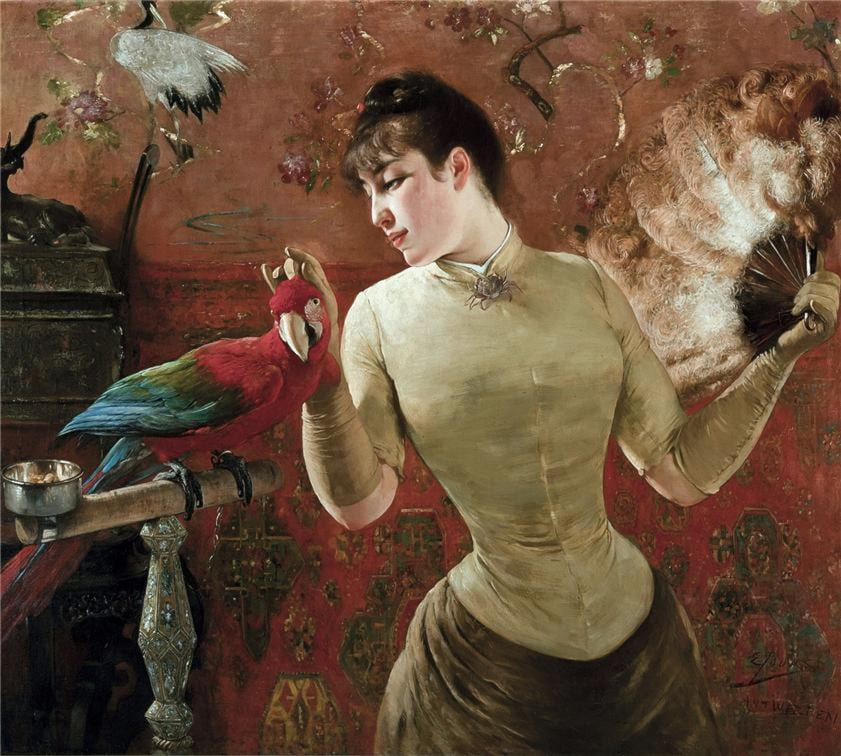
Vrouw met papegaai
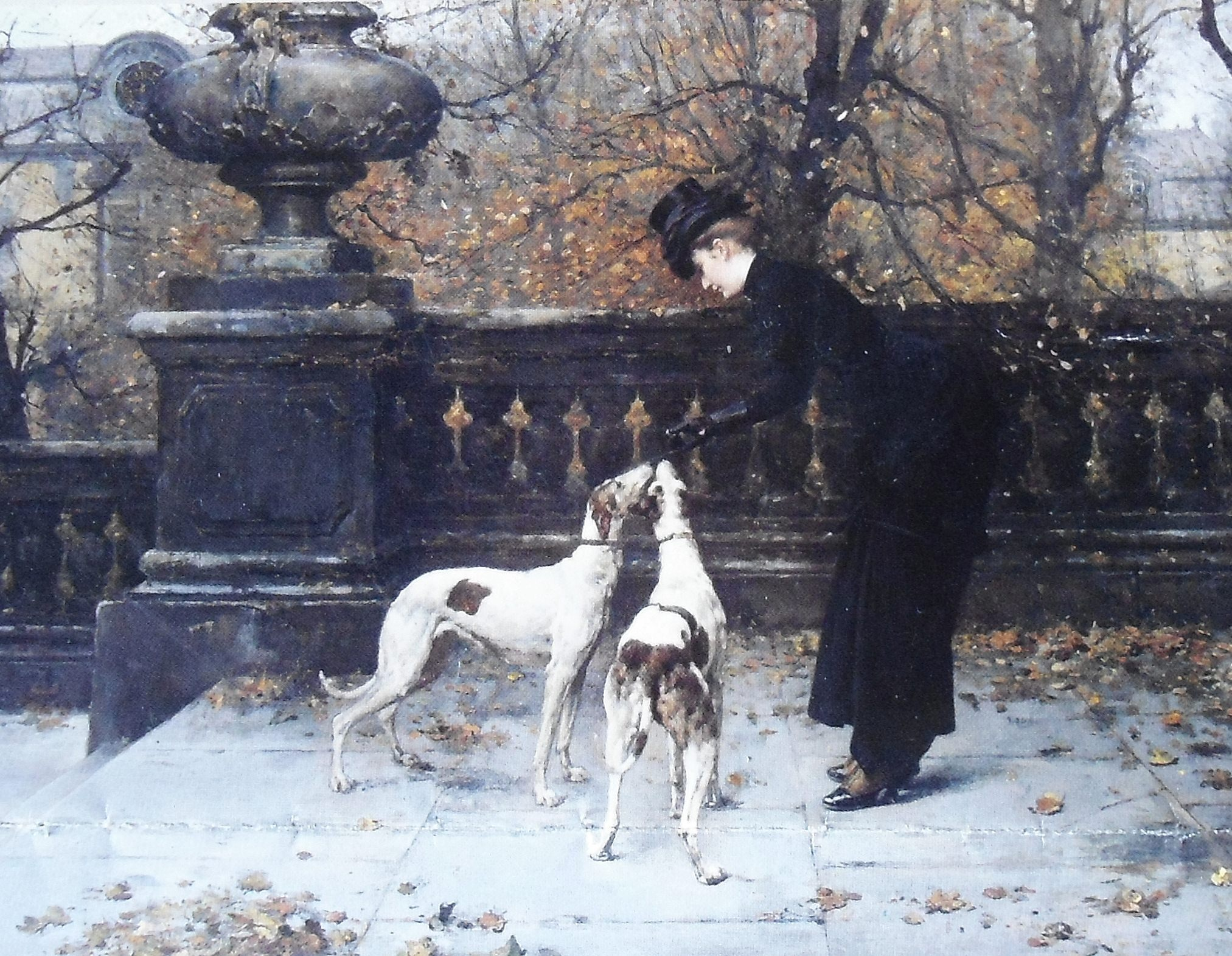
De beloning
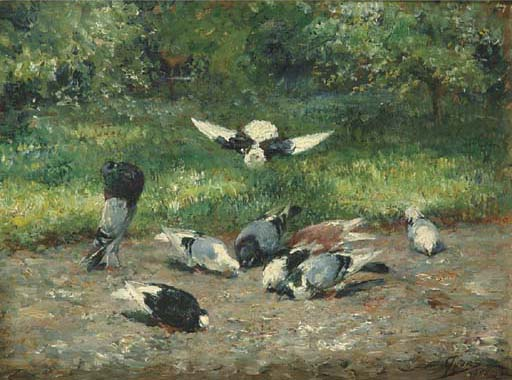
Duiven
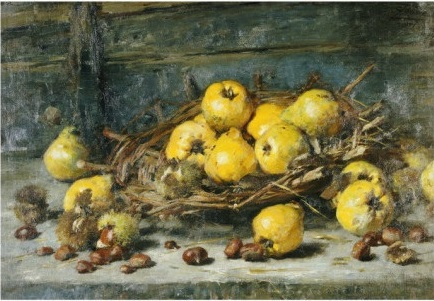
Stilleven met peren en kastanjes
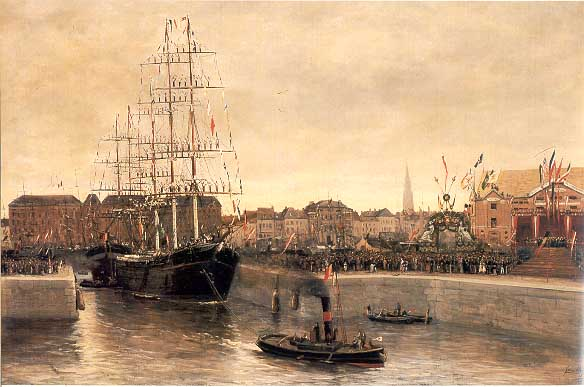
Verbindingsdok